# آيت بوغدا (أزيار)
آيت بوغدا هي إحدى مشيخات المملكة المغربية، تتبع جغرافيا لعمالة أكادير إدا وتنان وإداريًا لأزيار. يقدر عدد سكانها بـ 605 نسمة حسب الإحصاء الرسمي للسكان والسكنى لسنة 2004.